# Красный Урал (Алтайский край)
Красный Урал — упразднённый посёлок в Баевском районе Алтайского края России. На момент упразднения входил в состав Ситниковского сельсовета. Исключён из учётных данных в 1986 году.

## География
Посёлок находится в северо-западной части Алтайского края, в лесостепной приобской зоне, к северо-западу от озера Подувальное, на расстоянии примерно 2,5 километров (по прямой) к северо-востоку от села Ситниково. Средняя температура января -18,7 °C, июля — +19,4 °C. Годовое количество осадков — 330 мм.

## История
Посёлок Красный Урал был основан в 1921 году. В 1928 году посёлок Уральский состоял из 105 хозяйств. В административном отношении являлся центром Уральского сельсовета Баевского района Каменского округа Сибирского края.
В 1930-е годы в посёлке организован колхоз «Красный Урал» по которому и за посёлком закрепилось название Красный Урал.

## Население
В 1926 году в поселке проживало 535 человек (247 мужчин и 288 женщин), основное население — украинцы